# Hanfkalk

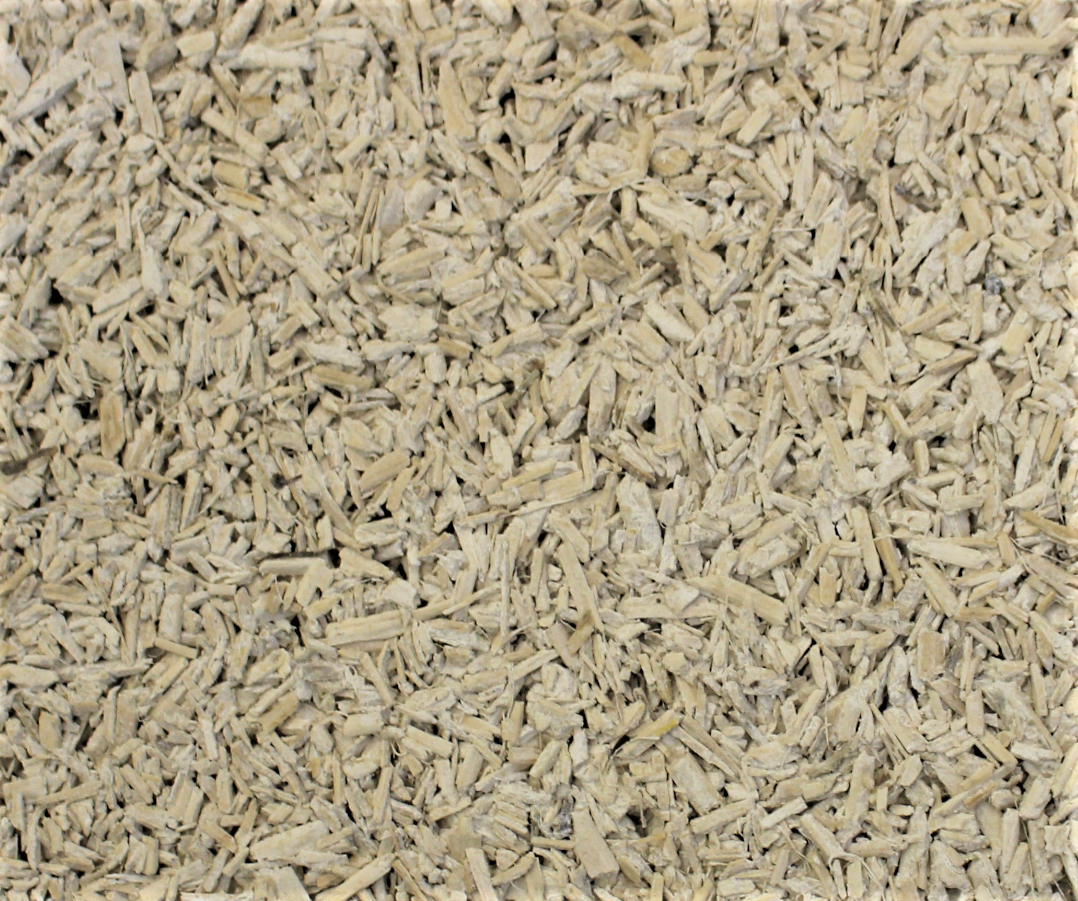
Struktur von Hanfkalk

Hanfkalk, auch Hanfbeton (englisch Hempcrete), ist ein Bioverbundwerkstoff, der im Wesentlichen aus dem Leichtholz der Hanfpflanze (Cannabis Sativa L.) – den Schäben – und einem kalkhaltigen Bindemittel besteht. Er wird aufgrund der fehlenden Gesteinskörnung den Agrarbetonen zugeordnet. Hanfkalk wird hauptsächlich als Naturdämmstoff für Wände, Dächer und Böden benutzt und kann außerdem als Dämmputz eingesetzt werden. Durch die offenporige Struktur der Schäben und des Kalks hat dieses Material eine niedrige Wärmeleitfähigkeit und wirkt hygroskopisch. Aufgrund der Kohlenstoffbindung während des Wachstums der Hanfpflanze besitzt der Baustoff eine negative CO2-Bilanz und fungiert somit als CO2-Senke.
Hanfkalk kann in Schalungen eingebracht und durch Spritzverfahren aufgetragen oder in der Vorfertigung als Stein oder Fertigbauteil hergestellt werden. Der Baustoff ist formstabil und fest, weist jedoch nur geringe Druckfestigkeiten auf und kann für monolithische, mehrgeschossige Massivbauweisen nur in Verbindung mit einem lastabtragenden Ständerwerk eingesetzt werden.

## Zusammensetzung

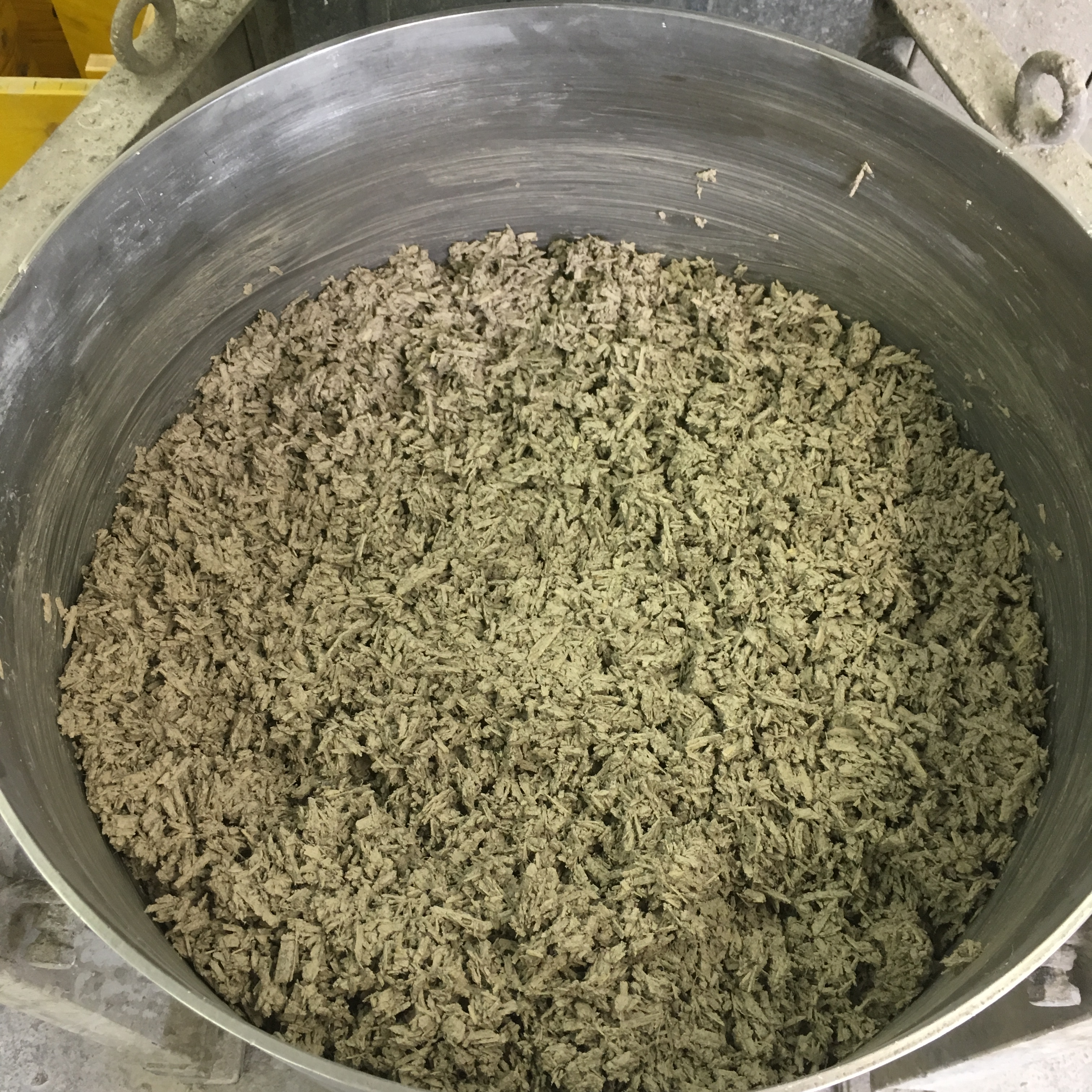
Frisch gemischter Hanfkalk. Zusammengesetzt aus Hanfschäben, Kalkhydrat und Wasser

Die Ausgangsstoffe von Hanfkalk sind Hanfschäben und ein kalkhaltiges Bindemittel. Oft verwendete Bindemittel sind unter anderem natürlich hydraulische Kalke wie NHL 5, Naturschnellzemente, oder Kalkhydrate mit puzzolanischem Zuschlag (z. B. Metakaolin, Flugasche und Hüttensand).  Die länglichen Schäben sind der organische Zuschlagsstoff für das Bindemittel. Ihr Anteil beträgt ungefähr 75 % der Masse.  Sie sind platt und länglich geformt. Ihre Eigenschaften für den Hanfkalk hängen einerseits von der Geometrie (hauptsächlich der Länge) und andererseits dem enthaltenen Faser- und Staubanteil ab.
Hanfkalk kann in unterschiedlichen Verhältnissen zwischen Bindemittel und Zuschlagsstoff hergestellt werden. Je höher der Bindemittel Anteil ist, desto höher ist die Rohdichte des Hanfkalks und desto niedriger sind die wärmedämmenden Eigenschaften. Je nach Verwendungszweck wird Hanfkalk üblicherweise in Rohdichten von 200–500 kg/m³ hergestellt. Mischungen für Dachdämmung liegen bei Rohdichten von 200–250 kg/m³, für Wand- und Bodenanwendungen steigt die Rohdichte auf 400 bzw. 500 kg/m³. In diesen Bereichen hat der Baustoff eine Wärmeleitfähigkeit von ca. 0,06 W/m·K - 0,12 W/m·K. Weiterhin hat die Zusammensetzung Auswirkungen auf die feuchteregulierenden sowie schallabsorbierenden Eigenschaften und die Belastungsfähigkeit.
Die Rohdichte wird neben dem Bindemittelanteil von Faktoren wie der Schäbengröße, und der beim Einbau ausgeübten Verdichtung beeinflusst. Sie ist auch maßgebend für den Porenanteil in Hanfkalk, der bei einer Rohdichte von 400 kg/m³ bei ca. 70 Vol.% liegt. Die Art der Poren unterteilt sich entsprechend der Größe in drei Kategorien:
- Makroporen (ca. 1 cm) entstehen aufgrund der unstrukturierten Anordnung der Schäben im Mischgut

- Mesoporen (0,01–1 mm) finden sich in der Schäbenstruktur und als Lufteinschlüsse im Bindemittel

- Mikroporen (< 0,01 µm) befinden sich zwischen Hydraten der Bindemittelmatrix[6]

## Eigenschaften
Die Hanfschäben und das Bindemittel stehen in unterschiedlicher Weise in Wechselwirkung zueinander. Abhängig von der Zusammensetzung werden die mechanischen Eigenschaften, das hygrothermische Verhalten, die akustischen Eigenschaften, das Brandverhalten, sowie das CO2-Bindevermögen beeinflusst. Folgend sind diese Parameter verallgemeinernd beschrieben.

### Mechanisches Verhalten
Die mechanischen Eigenschaften hängen einerseits von der Art des Bindemittels und seiner mechanischen Festigkeit ab. Andererseits werden diese Bindemitteleigenschaften von der Flexibilität und Zusammensetzung und Qualität der Schäben geprägt, da die Schäben das Ansteifverhalten der Bindemittel beeinflussen.
Die Porosität mit der einhergehenden Kompressibilität d. h. Zusammendrückbarkeit der Schäben limitiert die maximal erreichbare Festigkeit des Baustoffs stark und sorgt gleichzeitig für ein unübliches duktiles bzw. elastoplastisches Verformungsverhalten. Untersuchungen verschiedener Hanfkalk Rezepturen ergaben, dass die Druckfestigkeit von Hanfkalk nach 28 Tagen stets zwischen 0,25–3 MPa lag (ca. 1/20 von Normalbeton), einhergehend mit großen Verformungen, je nach Bindemittelart und -anteil. Auch wenn die Festigkeit von Hanfkalk aufgrund stetiger Karbonatisierung zunimmt ist sie im Vergleich zu anderen Baustoffen sehr gering. Diese Eigenschaft limitiert den Einsatz von Hanfkalk im Bauwesen und setzt die Kombination mit einem lastabtragenden Ständerwerk voraus.
Auf das Ständerwerk wirkt Hanfkalk als aussteifende Unterstützung, da es Lasten bei Horizontalbelastung von instabilen Bereichen innerhalb der Konstruktion ableiten kann. Dadurch wird ein Versagen der Holzkonstruktion stark verzögert. Durch das duktile Verhalten von Hanfkalk eignet sich sein Einsatz besonders in erdbebengefährdeten Gebieten, weil der Punkt des Versagens der Konstruktion durch die große Verformung, die dieses Material zulässt, weit hinausgezögert wird.

### Hygrothermisches Verhalten
Hanfkalk ist ein hygroskopisches Material mit stark schwankenden Porendurchmessern in Bereichen von Nanometer bis Millimeter. Aufgrund dieses offenen Porennetzwerks ist der Baustoff in der Lage, Wasserdampf mit der Umgebungsluft auszutauschen. Bei hoher Luftfeuchtigkeit kann der Wasserdampf an den Oberflächen der Poren zu flüssigem Wasser kondensieren, wohingegen sich das Gegenteil bei trockener Luft einstellt. Dieses Phänomen des Phasenübergangs (Verdunstung/Kondensation) hat eine Absorption bzw. Abgabe von Wärmeenergie zur Folge, welche einen direkten Einfluss auf die Wärmedämmeigenschaften des Materials hat. Aufgrund dieses Phänomens wird Hanfkalk auch den Phasechange Materials (PCM) zugeordnet.
Die Wärmeleitfähigkeit liegt bei den gängigen Rohdichten für Hanfkalk (200 – 500 kg/m³) zwischen 0,06 – 0,11 W/m*K (bei 20 °C; 50 % RH). Die Wärmekapazität von Hanfkalk liegt bei ca. 1000 J/kg*K.

### Schallabsorptionsgrad
Der Schallabsorptionsgrad von Hanfkalk kann stark variieren, da dieser von verschiedenen Parametern wie der Art des Bindemittels, dem Mischungsverhältnis und dem Verarbeitungsverfahren abhängig ist. Von diesen Parametern hat das Schäben/Bindemittel-Mischungsverhältnis den größten Einfluss auf die Schallabsorption.

### Brandverhalten
Nach europäischer Norm (DIN EN 13 501) hat Hanfkalk das Brandverhalten: B-s1-d0. Die Hanfschäben werden nach derselben Norm in Euroklasse E eingeteilt. Dieses Brandverhalten kann durch die Ummantelung mit einem mineralischen Bindemittel verbessert werden. Bei Feuerwiderstands-Tests wurde nachgewiesen, dass Wände aus Hanfkalk einen Feuerwiderstand von F90 erbringen können.

### CO2-Absorption
Verschiedene Ökobilanzen belegen die Nachhaltigkeit dieses Baustoffs und das Potential CO2 zu binden. Je nach Produktionsszenario und Zusammensetzung werden Werte von 70 kg CO2/m³ bis 307,26 kg CO2/m³ genannt. Diese Werte übersteigen die für die Herstellung und Transport ausgestoßenen CO2-Mengen (ca. 50 kg CO2/m³) und geben Hanfkalk eine negative CO2-Bilanz.
Zwei verschiedene Mechanismen sind für die CO2-Aufnahme von Hanfkalk verantwortlich. Einmal nimmt die Hanfpflanze bei der Photosynthese CO2 aus der Atmosphäre auf und bildet daraus Pflanzenmasse. Genauer gesagt besteht Hanf aus ca. 46 % Kohlenstoff. Dieser hohe Gehalt, verbunden mit dem schnellen Wachstum, und der guten landwirtschaftlichen Verträglichkeit, machen Hanf zu einer idealen Speicherpflanze.
Das zweite Phänomen der Kohlenstoffbindung tritt durch die Karbonatisierung des kalkhaltigen Bindemittels ein. Wenn Calciumcarbonat durch einen Brennvorgang zu Calciumoxid reagiert, entsteht neben den Emissionen durch den Brennprozess auch zusätzlich CO2 durch die Dekarbonisierung aus dem Kalkstein. Letzteres kann zu gewissen Mengen in der Nutzungsphase des Hanfkalk‑Baustoffs durch Karbonatisierung wieder gebunden werden. Im Vergleich dazu ist das CO2‑Bindungspotential bei der Hanfpflanze allerdings weitaus höher.

## Verarbeitungsverfahren für Massivbauteile
Hanfkalk kann auf verschiedene Weisen hergestellt werden. Zum einen gibt es Vor-Ort angemischte „In-Situ Verfahren“ die sich in das händische Einbringen des Materials in Schalungen und das Sprühen mittels Spritzmaschine unterteilen. Zum anderen können Hanfkalk-Körper in Form von Steinen oder Wandelementen vorgefertigt werden und auf der Baustelle verbaut werden.

### Händisches Einbringen
Die Entwicklung des Hanfkalks und dessen Einbringverfahren fußt maßgeblich auf der Sanierung historischer Fachwerkhäuser in Frankreich. Daher ist die ursprüngliche Methode, Hanfkalk zu verbauen, ihn in eine formgebende Schalung zu füllen. Die Mischung wird in einem Zwangsmischer hergestellt und muss dann vom Verarbeiter mittels Schubkarre oder Eimer zur Einfüllstelle gebracht werden. Die leichte, unzusammenhängende Konsistenz des feuchten Hanfkalks lässt sich zudem weder als Schüttgut verarbeiten noch durch Vibration bzw. rütteln in den Schalungen verdichten und muss daher durch vertikalen Druck, von Hand oder mittels eines Werkzeugs, verdichtet werden. Das Material muss schichtweise eingebaut und verdichtet werden, um Hohlräume und verbundschwache Bereiche in der Wand zu vermeiden. Um eine ausreichende Verdichtung zu gewährleisten, soll die Einfüllhöhe des Baustoffs pro Lage nicht mehr als 0,2 Meter betragen. Mit Zwangsmischern lassen sich bis zu 24 m³ Hanfkalk pro Tag herstellen. Aufgrund der manuellen Einbringarbeit beschränkt sich die Menge, die mit diesem Verfahren eingebaut werden kann, jedoch auf etwa 10 m³ pro Tag.

### Spritzverfahren
Beim Spritzverfahren werden Hanfschäben und Bindemittel mit einer speziell für den Baustoff entwickelten Spritzmaschine verarbeitet. Die Verfahrensarten werden in Nass- und Trockenspritzverfahren unterschieden. Mit den Verfahren geben Hersteller an, ca. 6 m³ pro Stunde verarbeiten zu können. Als Schalungssystem wird in der Regel eine einhäuptige, verlorene Schalung benutzt. Das Ständerwerk wird zur verlorenen Schalung hin versetzt, da das Hinterfüllen von dahinter liegenden Hohlräumen bei diesem  Verfahren nicht realisierbar ist.
Bei horizontaler Projektion wird Hanfkalk durch Luftdruck auf die Schalung gespritzt, an welcher er haftet und zugleich verdichtet wird. So werden mehrere Schichten aufgetragen, bis die gewünschte Wandstärke erreicht ist. Eine gleichmäßige Verteilung des Baustoffs und eine ebene Wandoberfläche werden durch das Abziehen mittels großer Kartätschen erreicht. Beim Spritzen bleibt nicht der gesamte Anteil an Hanfschäben an der Wand kleben und fällt, mit Bindemittel ummantelt, als Rückprallanteil auf den Boden. Um dieses Material wieder zu benutzen, muss das Material mit frischem Hanfkalk gemischt werden, damit es nicht zu trocken eingebaut wird.

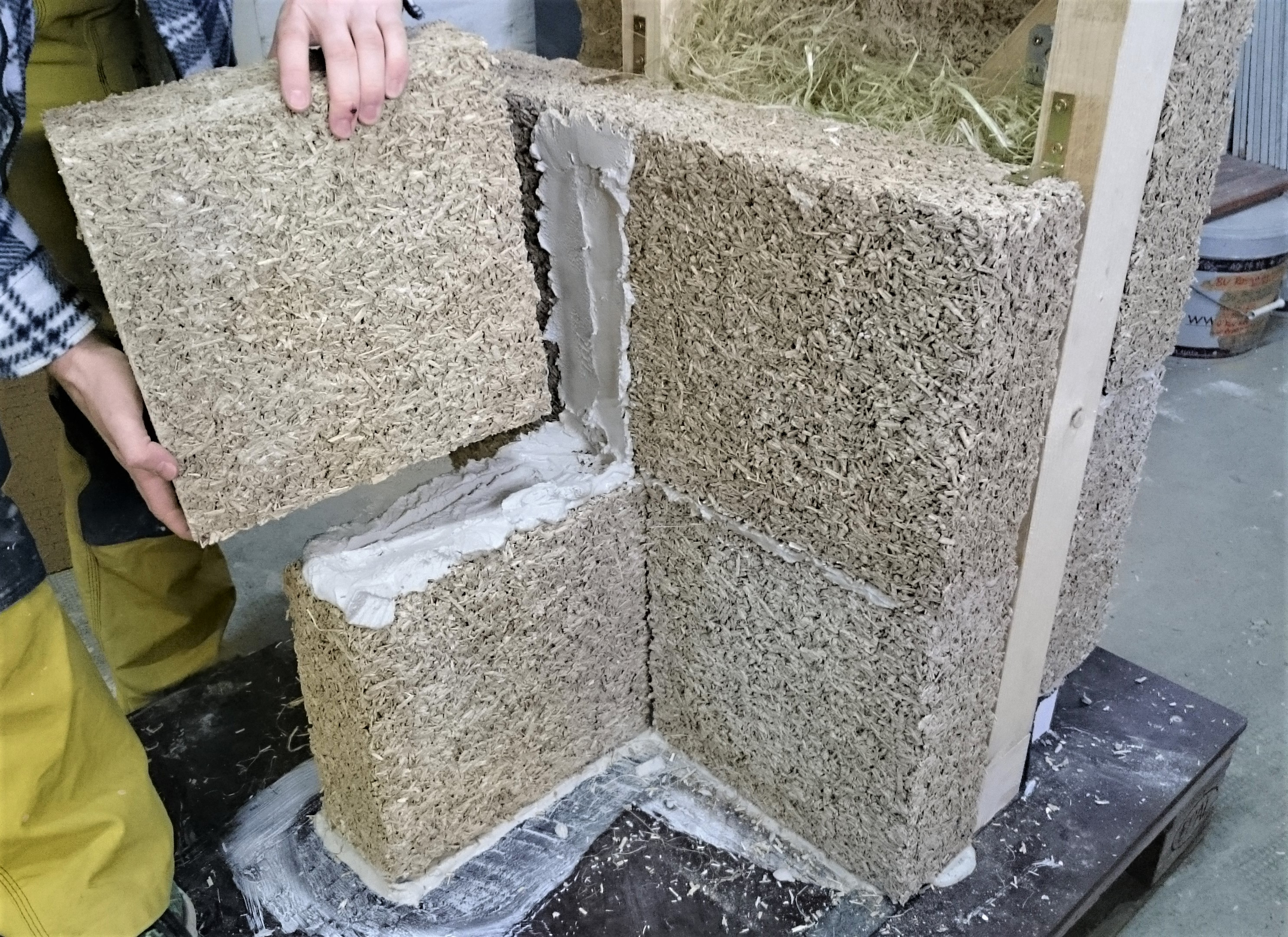
Hanfkalkwand aus Steinen

### Steine
Bei der Herstellung von Steinen wird der Hanfkalk in Formen gegeben und über Vibration verdichtet. Zusätzlich kann der so hergestellten Stein auch noch einer konstanten Belastung  durch Zusammendrücken ausgesetzt werden. Die Steine kommen neben herstellerspezifischen Formen in verschiedenen Abmessungen (meist variabel in der Breite) um für verschiedene Anwendung benutzt werden zu können. So können mit besonders breiten Steinen monolithische Wandaufbauten realisiert werden, mittelgroße Formate können in Kombination mit anderen Hanfkalk Bauweisen wie z. B. dem Spritzen verbunden werden und die dünnsten Abmessungen können für Sanierungen im Innen- und Außenbereich verwendet werden.
Durch die werkseitige Trocknung der Steine kann, im Vergleich zu In-Situ Verfahren, Zeit im Bauprozess gespart werden. Der Stein wird beim Verbauen in eine dünne Schicht aus Kalk-Sandmörtel gelegt und muss an den Kontaktstellen angefeuchtet werden. Um die Steine an das Ständerwerk anzupassen oder andere Formabweichungen, wie beispielsweise Rundungen auszuführen, können die Steine mit einer Säge auf die gewünschten Maße geschnitten werden.

### Vorgefertigte Wandelemente
Um Wandelemente herzustellen, wird Hanfkalk werkseitig in einen Ständerwerkabschnitt gefüllt und nach Trocknung auf die Baustelle geliefert. Dies ist eine Bauweise, die sich gerade bei sehr großen Projekten, wie z. B. Lagerhäusern, Industriehallen, und großen öffentlichen Gebäuden rentiert. Im Vergleich zu Steinen ist noch das Wegfallen der Mörtelfugen zu erwähnen, wodurch eine verbesserte Wärmedämmung der Gebäudehülle erzielt werden kann.

## Anwendungsgebiete
Weltweit sind die meisten Gebäude aus Hanfkalk Wohngebäude wie Ein- oder Mehrfamilienhäuser. Doch auch größere, öffentliche und industrielle Gebäude lassen sich mit dem Baustoff realisieren.

### The Bright Building

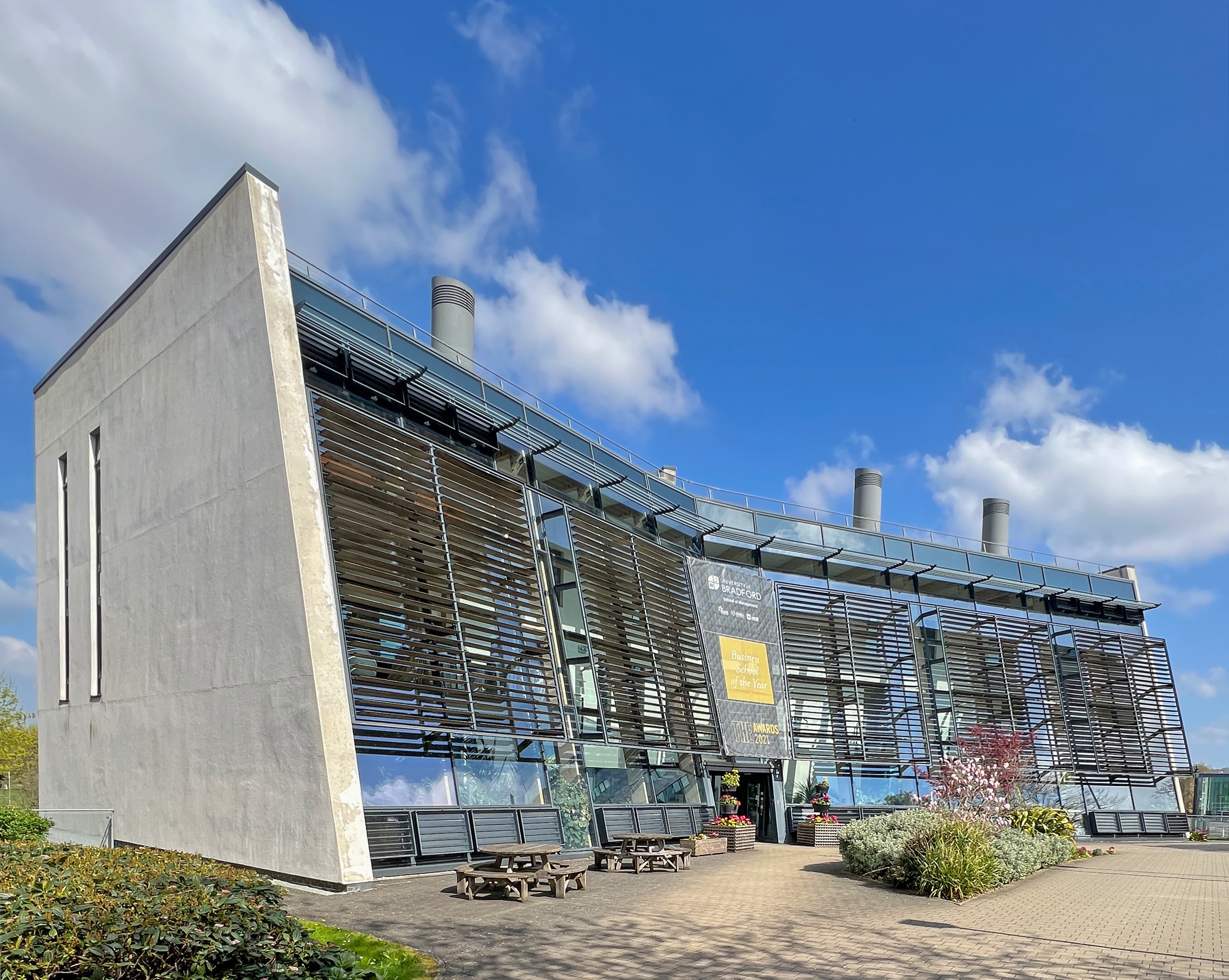
Das Bright Building

The Bright Building ist ein Gebäude auf dem Campus der Universität Bradford. Es wurde von den Architekten Farrell und Clark entworfen und 2016 errichtet. Mit Stand 2020 ist es das größte Hanfkalk-Projekt in monolithischer Bauweise, das weltweit realisiert wurde. Das Gebäude hat vier Stockwerke und eine Grundfläche von 1800 m². Alle Wandelemente bestehen aus Hanfkalk und wurden per Spritzverfahren ausgeführt. Auf der Baustelle wurden zwei Spritzmaschinen gleichzeitig benutzt, um den Bauprozess zu beschleunigen. Außerdem wurde mit einer zweihäuptigen Schalung gearbeitet, die von den Sprühmaschinen vertikal befüllt wurden. Das Ständerwerk wurde zur Innenwand hin angeordnet.
Das Gebäude erreichte eine BREEAM-Bilanz von 95,2 %, wodurch es das nachhaltigste Gebäude der Welt im Bildungssektor ist. Die Architekten von Farrell & Clark und der Bauherr achteten von Anfang an darauf, das Gebäude mit so vielen passiven Energiequellen wie möglich auszustatten. Dabei kann die überaus positive Umweltbilanz neben der hoch effizienten technischen Gebäudeausrüstung auf die umweltschonenden und raumklimaverbessernden Eigenschaften des Hanfkalks zurückgeführt werden.